# Josef Leonard Weber
Josef Leonard Weber (1695–1771) byl moravský sochař se slezskými kořeny.

## Život
Narodil se patrně kolem roku 1695 v slezské Svídnici v rodině se sochařskou tradicí, odtud odchází na jižní Moravu. Nevíme, kde zde žil, ale v odborné literatuře je zmiňován jako autor tvořící v třicátých a čtyřicátých letech v okolí Brna a Znojma. V zápise o zakázce pro augustiniány v Brně je nazýván „statuario znoymensis“, kronika města Znojma se však o něm ani o jeho synech nezmiňuje. Od roku 1749 je doložen jeho pobyt na Slovensku v Trnavě. Ve své diplomové práci uvádí Z. Pistorová závěť s datem 15. února 1766, jež byla uložena v augustiniánském klášteře v Brně. Po roce 1768 je doložen jeho pobyt v Budíně. Josef Leopold Weber umírá roku 1771.
Také oba jeho synové, Antonín a Josef, byli sochaři. Otcův jmenovec byl činný v Budíně. Antonín se měl učit u otce v dílně, jeho kariéra skončila vstupem do augustiniánského kláštera v Brně, kde přijal jméno Matouš.

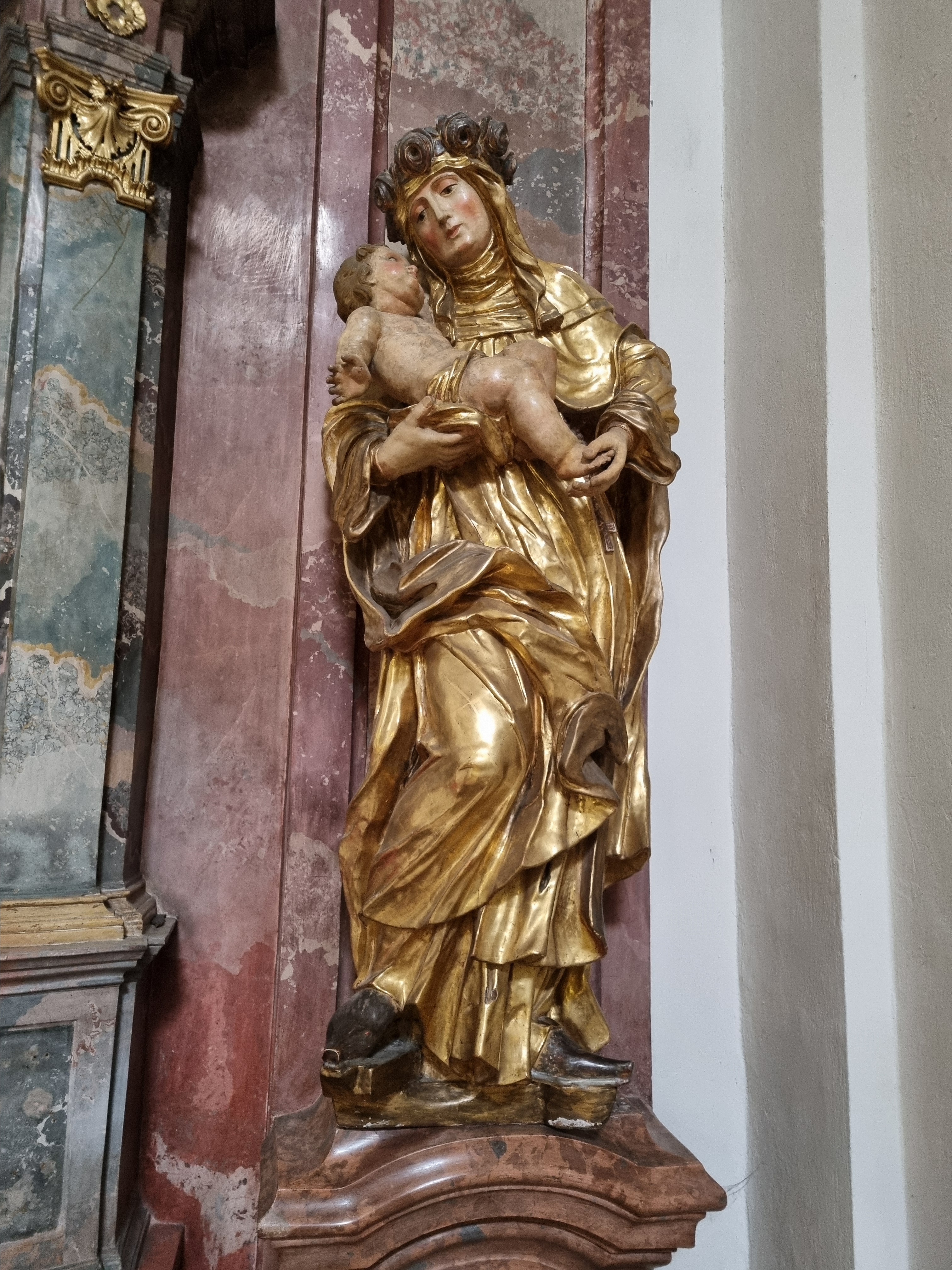
Socha sv. Růženy z Limy, kostel sv. Kříže ve Znojmě

### Spojení s Brnem
V jeho tvorbě jsou nejvýraznější práce, které se zachovaly v Brně. Od roku 1742 začíná pracovat pro převora tamějších augustiniánů Matouše Pertschera. Pracovní vztah těchto dvou mužů přetrvává až do doby, kdy Weber odchází do Trnavy, přesto zůstávají i nadále v kontaktu. Důvodem může být půjčka 600 zlatých s pětiprocentním úrokem pro klášter z roku 1740. Tyto dva muže spojuje navíc podle Bohumila Samka příbuzenský vztah, neboť 10. 6. 1725 si Weber bere za manželku Pertscherovu sestru Marii Rozálii.

### Typické prvky
Na jeho dílech se objevuje často opakující se prvek, který je pro jeho tvorbu typický. Je jím dekorativně, až zdobně ohýbaný cíp pláště jeho soch, jenž má lem obrácený naruby a je okrasně rozvlněn. Tento prvek lze považovat dokonce za jakousi „signaturu“, Pistorová ji nachází u soch sv. Růženy a bl. Jindřicha Susa z oltáře sv. Petra Veronského z kostela Nalezení Svatého Kříže ve Znojmě. Tyto dvě sochy jsou utvářeny jako „zrcadlové“ protějšky. Esovitá postava svaté Růženy s dítětem v náručí má plášť sahající až k zemi, pravá noha je pokrčena a obtočena bohatě traktovanou drapérií. Socha blahoslaveného Jindřicha Susa je rovněž esovitě prohnuta, za pokrčenou nohou se na plášti sahajícím až na zem objevují lasturovitě prohnuté drapérie.

## Dílo

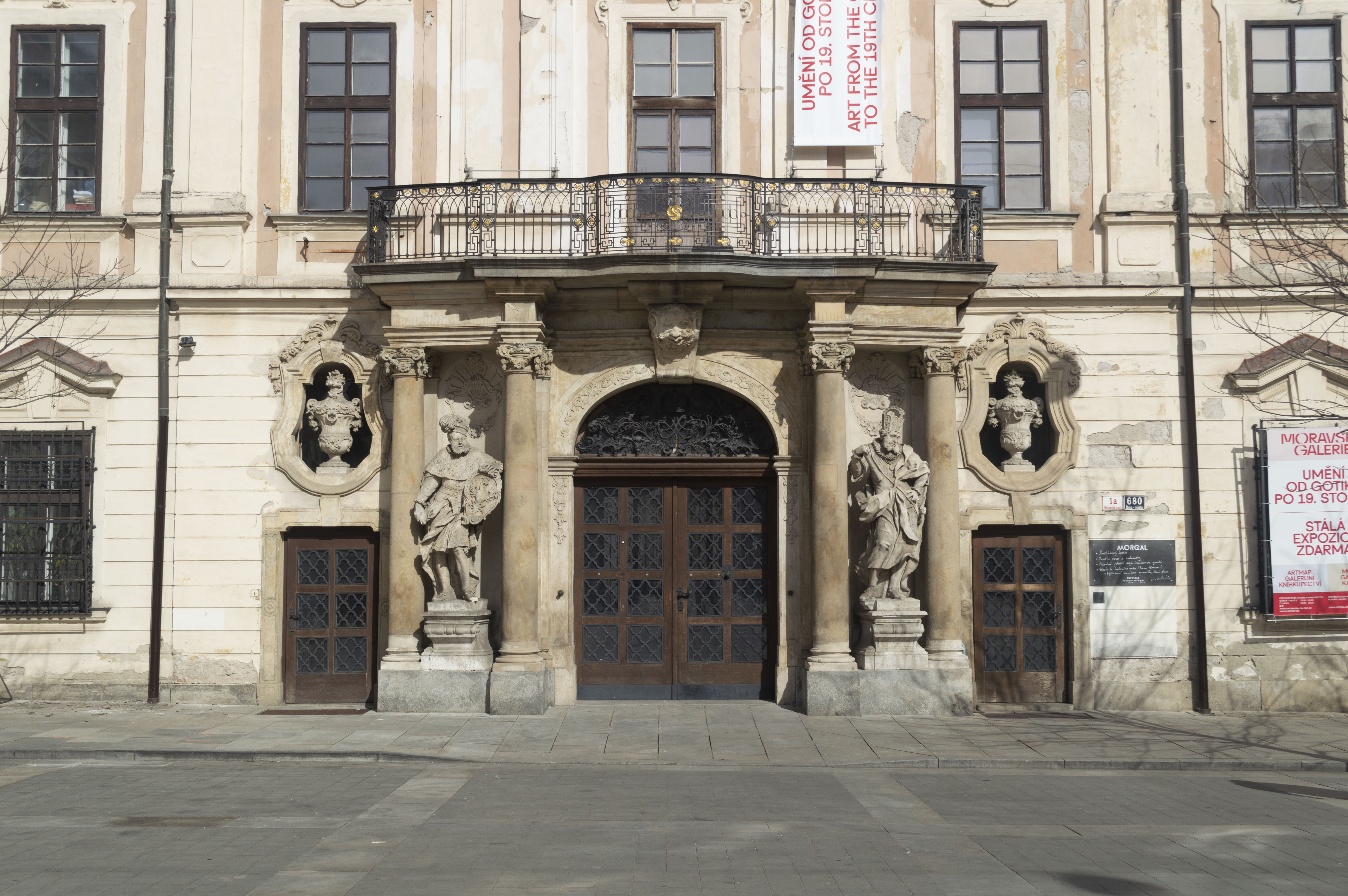
Weberovy sochy v interkolumniích portálu Místodržitelského paláce.

Weberovi jsou v Brně připisovány sochy markrabat Jana Jindřicha a jeho syna Jošta (1742–1748) na portále bývalého augustiniánského kláštera. Podílel se i na sochařské výzdobě regálů zdejší knihovny (ta byla pak přesunuta roku 1783 do zrušeného kláštera cisterciaček na Starém Brně, kam byli augustiniáni přestěhováni). Vlasta Kratinová rozpoznává jeho rukopis v modellettu Panny Marie z Moravské galerii v Brně, a datuje její vznik do třicátých let 18. století. Ze znojemských památek nalézáme Weberovu tvorbu v kostele Nalezení Svatého Kříže, kde můžeme spatřit figurální náhrobky hraběte Karla Maxmiliána z Thurnu a jeho choti Evy Eleonony de Souches v kapli Vzkříšení a náhrobní epitaf Františka A. Berchtolda. Miloš Stehlík přisuzuje tomuto sochaři i oltář sv. Petra Veronského. O sochách na tomto oltáři předpokládá Antonín Hübner, že byly původně uloženy na jiném místě, a jejich vznik datuje mezi léta 1747–1749. Weberovi se připisuje sochařská výzdoba kazatelny kostela ve Strachoticích, účast na výzdobě hlavního oltáře kostela v Lechovicích, adorující postavy v kostele v Mladějově a v Oleksovicích. Jeho sochy svatého Jana Nepomuckého můžeme nalézt ve Znojmě (z roku 1736), v Konicích u Znojma, v Mikulovicích (1738), rovněž pak v Dyji, Loděnicích, Miloticích, Strachoticích, ve Slupu a v Bojanovicích. Dále jsou Weberovi přisuzovány sochy sv. Floriána v Miroslavi a ve Višňovém i socha sv. Antonína Paduanského ve Znojmě a v Lechovicích. Vytvořil také sousoší sv. Anny samotřetí ve Znojmě, sousoší Panny Marie se světci v Tasovicích (1736) a sousoší Kalvárie v Moravském Krumlově. Je autorem kříže na hřbitově v Lechovicích a sochy sv. Markéty v Suchohrdlech (1738). Aleš Klempa ve své bakalářské práci „Nový zámek v Jevišovicích“ spojuje s tímto autorem sochu sv. Josefa před tamějším farním kostelem. Při porovnání aliančního erbu na jižním křídle zámku s erbem, který má socha sv. Josefa ve spodní části, zjišťuje u nich významnou podobnost. Podle něho tedy nelze vyloučit, že se Weber mohl podílet i na ostatní výzdobě zámku.

## Závěr
Bohatý seznam děl tohoto sochaře tvoří obsáhlý fond prací ve Znojmě a v Brně. Weber se tak řadí mezi největší sochaře své doby, jako byli kupříkladu Josef Winterhalder starší nebo Jiří Antonín Heinz. Skutečnost, že Weberovo dílo konkurovalo těmto významným sochařům, jistě napovídá o jeho nepochybných kvalitách.